# كارستن كارلسن
كارستن كارلسن (بالنرويجية البوكمول: Carsten Carlsen)‏ هو ملحن وموسيقي وعازف بيانو نرويجي، ولد في 5 يونيو 1892 في أوسلو في النرويج، وتوفي في 23 أغسطس 1961.

## روابط خارجية
- كارستن كارلسن على موقع IMDb (الإنجليزية)
- كارستن كارلسن على موقع ميوزك برينز (الإنجليزية)